# بول شنايدر (فنان)
بول شنايدر (بالألمانية: Paul Schneider)‏ (و. 1927  م) هو فنان، ونحات ألماني، ولد في ساربروكن.

## جوائز
حصل على جوائز منها:

وسام الصليب من رتبة استحقاق من جمهورية ألمانيا الاتحادية